# Flatiron District
O Flatiron District ("Distrito Flatiron") é um bairro localizado no borough de Manhattan, na cidade de Nova Iorque, cujo nome se deve ao Flatiron Building, na 23rd Street, Broadway e Fifth Avenue. Geralmente sobre o Flatiron District pode se dizer que este é limitado pela 20th Street, pela Union Square e pela Greenwich Village ao sul; pela Avenue of the Americas ou pela Setima Avenida e Chelsea ao oeste, pela 25th Street e NoMad ao norte, por Rose Hill ao nordeste, e pela Lexington Avenue e Gramercy Park ao leste.

## Demografia
Segundo o censo nacional de 2020, a sua população é de 9 390 habitantes e seu crescimento populacional na última década foi de 37,4%.
Residentes abaixo de 18 anos de idade representam 11,7%. Foi apurado que 10,5% são hispânicos ou latinos (de qualquer raça), 64,8% são brancos não hispânicos, 6,3% são negros/afro-americanos não hispânicos, 13,6% são asiáticos não hispânicos, 0,9% são de alguma outra raça não hispânica e 3,9% são não hispânicos de duas ou mais raças.
Possui 6 155 residências, um aumento de 33,9% em relação ao censo anterior, onde deste total, 13,4% das unidades habitacionais estão desocupadas. A média de ocupação é de 1,8 pessoas por residência.